# 21-я мотострелковая дивизия внутренних войск НКВД
21-я мотострелковая дивизия внутренних войск НКВД СССР, она же 21-я мотострелковая дивизия оперативных войск НКВД СССР — воинское соединение НКВД СССР в Великой Отечественной войне

## История дивизии
Дивизия разворачивалась с 22 июня по 1 июля 1941 года в Ленинграде в соответствии с мобилизационным планом(МП-41 НКВД) на базе 13-го мотострелкового полка оперативных войск НКВД СССР, как 21-я мотострелковая дивизия оперативных войск НКВД СССР, в сентябре 1941 года переименована в дивизию внутренних войск. Полки дивизии на момент формирования дислоцировались: 13-й полк в Ленинграде, 14-й полк в Выборге, 15-й полк в Петрозаводске, Сортавале, 35-й полк в Шлиссельбурге. В составе дивизии насчитывалось 5915 человек. Кроме того, в дивизию влилась окружная школа младшего начсостава пограничных войск, 30 августа 1941 дивизия была пополнена 1500 ленинградскими милиционерами, а в сентябре 1941 года в дивизию были влиты остатки 22-й дивизии НКВД.
В конце августа 1941 года — начале сентября 1941 года дивизия переформировывалась, из её состава были исключены 13-й мотострелковый полк, на который была возложена охрана объектов в Ленинграде, в частности Смольного и 15-й полк в Петрозаводске, взамен их были включены 6-й и 8-й стрелковые полки, сформированные за счёт пограничников. Кировский завод передал в дивизию 75 отремонтированных орудий без панорам, и 18 орудий, смонтированных на автомашинах.
В составе действующей армии с 26 июня 1941 по 6 августа 1942 года.
14-й мотострелковый полк 3-4 сентября 1941 года полк занял участок обороны от Финского залива, затем по юго-восточной окраине Урицка и до Балтийской железной дороги. 8-й стрелковый полк, одновременно формируясь из 8-го погранотряда и совпартактива Невского района Ленинграда, занял район Балтийской железной дороги, реки Дудергофка Лиговского канала. 6-й стрелковый полк (бывший 6-й погранотряд и совпартактив Московского района) занял позиции Аэропорт — Средняя Рогатка — Витебская железная дорога. 35-й мотострелковый полк находился в резерве.
До 12 сентября 1941 года дивизия оборудует оборону, пропуская через свои позиции беженцев и отступающих военнослужащих. 13 сентября дивизия попала под удар передовых частей 58-й пехотной и 39-й моторизованной дивизий в районе Урицка и Старо-Паново. 14 сентября передана в состав РККА и подчинена штабу 42-й армии и в этот же день выдержала налёт авиации и артиллерии. Ведёт ожесточённые бои, вплоть до рукопашных схваток, на вверенных рубежах до 17 сентября, после чего активные атаки немецких войск прекратились.
Дивизия принимала участие в операции октября 1941 года, сопряжённой со Стрельнинским десантом, однако безуспешно. Вплоть до августа 1942 года дивизия ведёт оборону на прежних позициях. В январе 1942 года приказом НКВД СССР № 0021 от 5 января 1942 дивизия переименована в 3-ю стрелковую дивизию внутренних войск НКВД СССР, однако Военный Совет Ленинградского фронта не выполнил этот приказ.
Дивизия 6 августа 1942 года на основании постановления ГКО СССР № ГОКО-2100сс от 26 июля 1942 года и директивы Генерального штаба КА № орг/2/2172 от 2 августа 1942 года передана в РККА и переформирована в 109-ю стрелковую дивизию, управление 21-й дивизии расформировано 28 августа 1942 года по приказу НКВД СССР № 001768 от 20 августа 1942 года.

## Подчинение
| Дата       | Фронт (округ)                                      | Армия      | Корпус (группа) | Примечания |
| ---------- | -------------------------------------------------- | ---------- | --------------- | ---------- |
| 01.07.1941 | Войска НКВД по охране тыла Северо-Западного фронта | —          | —               | —          |
| 10.07.1941 | Войска НКВД по охране тыла Северо-Западного фронта | —          | —               |            |
| 01.08.1941 | Войска НКВД по охране тыла Северного фронта        | —          | —               | —          |
| 01.09.1941 | Войска НКВД по охране тыла Ленинградского фронта   | —          | —               | —          |
| 01.10.1941 | Ленинградский фронт                                | 42-я армия | —               | —          |
| 01.11.1941 | Ленинградский фронт                                | 42-я армия | —               | —          |
| 01.12.1941 | Ленинградский фронт                                | 42-я армия | —               | —          |
| 01.01.1942 | Ленинградский фронт                                | 42-я армия | —               | —          |
| 01.02.1942 | Ленинградский фронт                                | 42-я армия | —               | —          |
| 01.03.1942 | Ленинградский фронт                                | 42-я армия | —               | —          |
| 01.04.1942 | Ленинградский фронт                                | 42-я армия | —               | —          |
| 01.05.1942 | Ленинградский фронт                                | 42-я армия | —               | —          |
| 01.06.1942 | Ленинградский фронт                                | 42-я армия | —               | —          |
| 01.07.1942 | Ленинградский фронт                                | 42-я армия | —               | —          |
| 01.08.1942 | Ленинградский фронт                                | 42-я армия | —               | —          |

## Состав
- 13-й мотострелковый полк внутренних войск НКВД СССР (в действующей армии с 26.06.1941 по 28.07.1944, в составе дивизии до 29 августа 1941 года)
- 14-й мотострелковый Краснознамённый полк внутренних войск НКВД СССР (в действующей армии с 26.06.1941 по 15.08.1942, сформирован из 5-го пограничного Краснознамённого полка НКВД, передан в 109-ю дивизию и переформирован)
- 15-й мотострелковый Краснознамённый полк внутренних войск НКВД СССР (в действующей армии с 26.06.1941 по 09.11.1942, передан в РККА, в составе дивизии до 29 августа 1941 года)
- 35-й мотострелковый полк внутренних войск НКВД СССР (в действующей армии с 26.06.1941 по 20.08.1942, расформирован, в составе дивизии до 1 сентября 1941 года, 21 сентября 1941 года передан в 3-ю гвардейскую дивизию народного ополчения)[3]
- 6-й стрелковый полк внутренних войск НКВД СССР (в действующей армии с 5.09.1941 по 18.09.1941, в составе дивизии с 5 сентября 1941 года, сформирован из 6-го погранотряда войск НКВД, переформирован в 24-й стрелковый полк внутренних войск НКВД СССР)
- 24-й стрелковый полк внутренних войск НКВД СССР (в действующей армии с 18.09.1941 по 15.08.1942, в составе дивизии с 18 сентября 1941 года, передан в 109-ю дивизию и переформирован)
- 8-й стрелковый полк внутренних войск НКВД СССР (в действующей армии с 08.09.1941 по 15.08.1942, в составе дивизии с 8 сентября 1941 года, сформирован из 8-го погранотряда войск НКВД, передан в 109-ю дивизию и переформирован)[4]
- 21-й артиллерийский полк
- 286-й стрелковый полк

## Командиры
- Папченко, Михаил Данилович, полковник.

## Герои Советского Союза
- Дивочкин, Александр Андреевич, младший лейтенант, командир батареи 15-го мотострелкового полка[5]
- Кокорин, Анатолий Александрович, красноармеец, санитарный инструктор 14-го мотострелкового полка
- Руденко, Николай Матвеевич, старший политрук, инструктор по пропаганде 14-го мотострелкового полка